# Майдан-Голенищевский
Майдан-Голенищевский (укр. Майдан-Голенищівський) — село в Летичевском районе Хмельницкой области Украины.
Население по переписи 2001 года составляло 316 человек. Почтовый индекс — 31553. Телефонный код — 3857. Занимает площадь 1,072 км². Код КОАТУУ — 6823080404.

## Местный совет
31553, Хмельницкая обл., Летичевский р-н, с. Голенищево, ул. Центральная, 54